# Skudai
Skudai (en malayo: Skudai) es una localidad de Malasia, en el estado de Johor. 
Se encuentra a 8 m sobre el nivel del mar, constituyendo uno de los suburbios de Johor Bahru, la capital del estado.

## Demografía
Según estimación 2010 contaba con 203420 habitantes.